# Ґрабовець (Турецький повіт)
Ґрабовець (пол. Grabowiec) — село в Польщі, у гміні Тулішкув Турецького повіту Великопольського воєводства.
Населення — 115 осіб (2011).
У 1975-1998 роках село належало до Конінського воєводства.

## Демографія
Демографічна структура станом на 31 березня 2011 року:
|          | Загалом | Допрацездатний вік | Працездатний вік | Постпрацездатний вік |
| -------- | ------- | ------------------ | ---------------- | -------------------- |
| Чоловіки | 56      | 18                 | 32               | 6                    |
| Жінки    | 59      | 10                 | 35               | 14                   |
| Разом    | 115     | 28                 | 67               | 20                   |